# Shigella dysenteriae

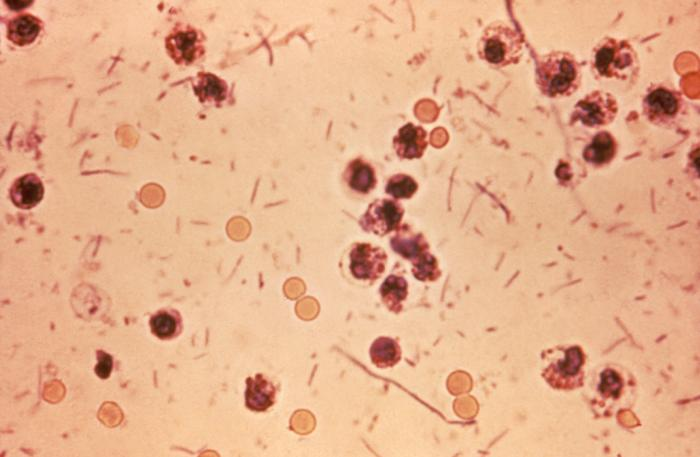
Shigella dysenteriae.

Shigella dysenteriae est une espèce de bactéries en forme de tige (bacille) du genre Shigella.

## Origine
Shigella dysenteriae est découverte en 1896 par le biologiste japonais Kiyoshi Shiga, comme étant la cause d'une forme de dysenterie, la dysenterie bacillaire.
Ces bactéries peuvent être trouvées dans l'eau ou dans certains aliments tels qu'œufs et crudités.

## Nature des toxines produites
Shigella utilise l’inflammation qu’elle génère initialement pour déstabiliser la barrière épithéliale et faciliter l’invasion du tissu intestinal. Le coût pour l’hôte, à court terme, est un renforcement de la réaction inflammatoire aboutissant à une destruction sévère de la muqueuse rectocolique, à terme, cependant, les cellules effectrices de cette réaction inflammatoire, en particulier les polynucléaires neutrophiles éradiquent le microorganisme invasif.

## Effets des toxines
Incubation de 48 heures. Vomissements, hyperthermie, symptômes dysentériques, selles glairosanglantes et purulentes, risque de perforation du côlon dans les formes compliquées chez les enfants.